# アエロスパシアル N500
アエロスパシアル N500(Aérospatiale N 500)は、フランスで試験されていた垂直離着陸機。ダクテッドファンを用いた機体であり、当初はノール・アビアシオン社がノール 500(Nord 500)として開発したものである。

## 概要
調査・開発目的の機体であり、1965年のパリ航空ショーにおいて、そのコンセプトが公表された。
特異な機体であり、機体上部にある非常に短い主翼の両端に、大型のダクデットファンが取り付けられている。このファンはティルトローター機と同様に、エンジンを傾け、水平から垂直方向まで出力を変更させることができる。垂直離着陸時には、ファンを垂直方向に向け飛行を行なう。ファンは機体後上部のターボシャフトエンジンにより駆動される。機体末尾には水平及び垂直尾翼が取り付けられている。
2機が製造され、1968年7月に初飛行を行なっている。ノール・アビアシオンが1970年にアエロスパシアルに統合され、本機の試験も1971年に終了した。

## 要目
- 全長：6.58m
- 全幅：6.14m
- 全高：3.1m
- エンジン：アリソン T63 ターボシャフトエンジン（317軸馬力）2基
  - ダクデットファン：3翅
- 乗員：1名
- 最大速度：350km/h